# Bruno Archi
Bruno Archi (Ixelles, 14 aprile 1962) è un diplomatico e politico italiano, viceministro degli affari esteri nel governo Letta.

## Biografia
Nel marzo 1985 si laurea in Scienze politiche; nel 1989, dopo aver superato l'esame di concorso, diventa volontario nella carriera diplomatica. 
Nel 1993 è nominato primo segretario di legazione, nel 1999 diventa consigliere di legazione ed infine, nel 2004, è promosso consigliere di ambasciata. Dal 2 gennaio 2009 è ministro plenipotenziario e, dal dicembre 2011, è collocato "fuori ruolo" per prestare servizio come consigliere diplomatico della Presidenza del Senato. 

### Elezione a deputato
Alle elezioni politiche del 2013 viene eletto deputato nella circoscrizione Piemonte 2 nelle liste del Popolo della Libertà.
Il 2 maggio viene nominato dal presidente del Consiglio Enrico Letta come viceministro degli affari esteri.
Il 24 giugno, nell'ambito del processo per concussione e prostituzione minorile a Silvio Berlusconi, viene trasmesso in procura il verbale della deposizione resa da Archi per valutare se esistano o meno i presupposti per essere indagato per falsa testimonianza.
Il 16 novembre, con la sospensione delle attività del Popolo della Libertà, aderisce a Forza Italia.
Il 3 dicembre seguente si è dimesso da viceministro degli esteri a causa dell'uscita di Forza Italia dalla compagine governativa.

## Controversie
Tra gli indagati del processo Ruby Ter per falsa testimonianza in difesa di Silvio Berlusconi, il 24 luglio 2015 la procura di Milano chiede l'archiviazione per lui e altre 12 persone  che viene accolta il 6 novembre dello stesso anno dal gip per mancanza di prove certe.